# Sigismondo d'Este (marchese di Lanzo)
Sigismondo d'Este (Torino, 26 giugno 1572 – Torino, 25 luglio 1628) è stato un nobile italiano, figlio di Filippo I d'Este e di Maria di Savoia. Fu il 2º Marchese di Lanzo con Groscavallo, Forno e Bonzo.

## Biografia
Sigismondo nacque nel 1572; figlio di Filippo I d'Este e di Maria di Savoia, figlia legittimata del duca Emanuele Filiberto di Savoia, che questi ebbe dalla damigella di corte Laura Crevola.
L'Imperatore Ferdinando II d'Asburgo lo creò principe del Sacro Romano Impero, con titolo non trasmissibile.
Sigismondo si sposò con la nobildonna Francesca Charledes d’Antel d’Hostel; nel 1621 nacque il loro primogenito Filippo Francesco, che sarà destinato ad ereditare il feudo di San Martino, alla morte dello zio, fratello di suo padre, Carlo Filiberto I d'Este, morto senza eredi.
Sigismondo fu insignito del Collare della Santissima Annunziata; in vita resterà fedele a Casa Savoia, anche quando il fratello maggiore Carlo Filiberto I d'Este, romperà i rapporti con i duchi di Savoia, restando fedele agli Asburgo.
Morì a Torino il 25 luglio 1628.

## Discendenza
Sposò nel 1618 Francesca Charledes d’Antel d’Hostel; dal matrimonio nacquero:
- Filippo Francesco (1621-1653), 3º Marchese di Lanzo, 3º Marchese di San Martino in Rio, 1º Marchese di Dronero
- Carlo Emanuele (1622-1695), 4º Marchese di Borgomanero e Porlezza, 2* Marchese di Santa Cristina. Governatore di San Martino.
- Cristina, monaca agostiniana

## Ascendenza
|                                                  |                                    |                                           | Genitori                                      |  |  | Nonni |  |  | Bisnonni                                 |  |  | Trisnonni                                     |  |
|                                                  |                                    |                                           |                                               |  |  |       |  |  | Ercole d'Este, II signore di San Martino |  |  | Sigismondo I d'Este, I signore di San Martino |  |
|                                                  |                                    |                                           |                                               |  |  |       |  |  | Ercole d'Este, II signore di San Martino |  |  | Sigismondo I d'Este, I signore di San Martino |  |
|                                                  |                                    | Cecilia Rachesi                           |                                               |  |  |       |  |  | Ercole d'Este, II signore di San Martino |  |  |                                               |  |
| Sigismondo II d'Este, III signore di San Martino |                                    |                                           |                                               |  |  |       |  |  | Ercole d'Este, II signore di San Martino |  |  |                                               |  |
|                                                  |                                    | Angela Sforza                             | Carlo Sforza, conte di Magenta                |  |  |       |  |  |                                          |  |  |                                               |  |
|                                                  |                                    | Angela Sforza                             | Carlo Sforza, conte di Magenta                |  |  |       |  |  |                                          |  |  |                                               |  |
|                                                  |                                    | Angela Sforza                             | Bianca Simonetta                              |  |  |       |  |  |                                          |  |  |                                               |  |
| Filippo I d'Este, I marchese di San Martino      |                                    | Angela Sforza                             |                                               |  |  |       |  |  |                                          |  |  |                                               |  |
|                                                  |                                    | Paolo Camillo Trivulzio, I duca di Boiano | Giovanni Trivulzio, consignore di Borgomanero |  |  |       |  |  |                                          |  |  |                                               |  |
|                                                  |                                    | Paolo Camillo Trivulzio, I duca di Boiano | Giovanni Trivulzio, consignore di Borgomanero |  |  |       |  |  |                                          |  |  |                                               |  |
|                                                  |                                    | Paolo Camillo Trivulzio, I duca di Boiano | Angiola Martinengo                            |  |  |       |  |  |                                          |  |  |                                               |  |
| Giustina Trivulzio                               |                                    | Paolo Camillo Trivulzio, I duca di Boiano |                                               |  |  |       |  |  |                                          |  |  |                                               |  |
|                                                  |                                    | Barbara Stanga                            | Marchesino Stanga, marchese di Castelnuovo    |  |  |       |  |  |                                          |  |  |                                               |  |
|                                                  |                                    | Barbara Stanga                            | Marchesino Stanga, marchese di Castelnuovo    |  |  |       |  |  |                                          |  |  |                                               |  |
|                                                  |                                    | Barbara Stanga                            | Giustina Borromeo                             |  |  |       |  |  |                                          |  |  |                                               |  |
| Sigismondo d'Este                                |                                    | Barbara Stanga                            |                                               |  |  |       |  |  |                                          |  |  |                                               |  |
|                                                  | Carlo II di Savoia, duca di Savoia | Filippo II di Savoia, duca di Savoia      |                                               |  |  |       |  |  |                                          |  |  |                                               |  |
|                                                  | Carlo II di Savoia, duca di Savoia | Filippo II di Savoia, duca di Savoia      |                                               |  |  |       |  |  |                                          |  |  |                                               |  |
|                                                  | Carlo II di Savoia, duca di Savoia | Claudina di Brosse                        |                                               |  |  |       |  |  |                                          |  |  |                                               |  |
| Emanuele Filiberto di Savoia, duca di Savoia     | Carlo II di Savoia, duca di Savoia |                                           |                                               |  |  |       |  |  |                                          |  |  |                                               |  |
|                                                  |                                    | Beatrice di Portogallo                    | Manuele I del Portogallo                      |  |  |       |  |  |                                          |  |  |                                               |  |
|                                                  |                                    | Beatrice di Portogallo                    | Manuele I del Portogallo                      |  |  |       |  |  |                                          |  |  |                                               |  |
|                                                  |                                    | Beatrice di Portogallo                    | Maria d'Aragona e Castiglia                   |  |  |       |  |  |                                          |  |  |                                               |  |
| Maria di Savoia                                  |                                    | Beatrice di Portogallo                    |                                               |  |  |       |  |  |                                          |  |  |                                               |  |
|                                                  |                                    | …                                         | …                                             |  |  |       |  |  |                                          |  |  |                                               |  |
|                                                  |                                    | …                                         | …                                             |  |  |       |  |  |                                          |  |  |                                               |  |
|                                                  |                                    | …                                         | …                                             |  |  |       |  |  |                                          |  |  |                                               |  |
| Laura Crevola                                    |                                    | …                                         |                                               |  |  |       |  |  |                                          |  |  |                                               |  |
|                                                  |                                    | …                                         | …                                             |  |  |       |  |  |                                          |  |  |                                               |  |
|                                                  |                                    | …                                         | …                                             |  |  |       |  |  |                                          |  |  |                                               |  |
|                                                  |                                    | …                                         | …                                             |  |  |       |  |  |                                          |  |  |                                               |  |
|                                                  |                                    | …                                         |                                               |  |  |       |  |  |                                          |  |  |                                               |  |